# علی هاشمی (وزنه‌بردار)

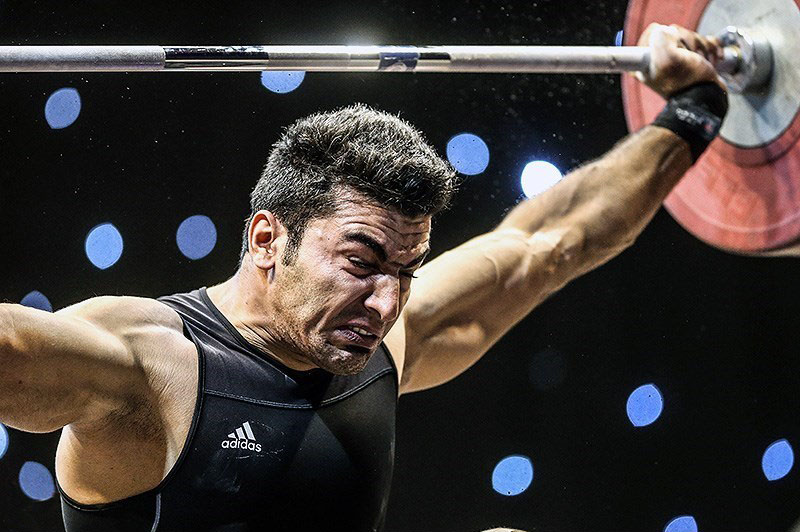
هاشمی در جام فجر

علی هاشمی (زاده ۱۳۷۰ در ایلام)، وزنه‌بردار اهل ایران و دارنده مدال طلای وزنه‌برداری قهرمانی جهان در سال ۲۰۱۷ در آناهایم آمریکا و ۲۰۱۸ در عشق آباد ترکمنستان است. وی در مسابقات آسیایی ۲۰۱۸ مدال برنز کسب نمود و در مسابقات قهرمانی جهان ۲۰۱۸ در مجموع یک ضرب و دوضرب یعنی ۳۹۶ کیلوگرم مدال طلا را دریافت کرد.

## قهرمانی ۲۰۱۷ جهان
علی هاشمی در این مسابقات در یک ضرب وزنه ۱۸۳ کیلوگرمی را مهار کرد و مدال طلای یک ضرب دستهٔ ۱۰۵ کیلوگرم مسابقات را گرفت و در دو ضرب با رکورد ۲۲۱ کیلوگرم نشان برنز حرکت دو ضرب و طلای مجموع را از آن خود کرد.
در مراسم توزیع جوایز، هنگام اهدای مدال وی حاضر نشد با زنی که مدال را به گردنش می‌آویزد دست دهد و برای لحظاتی، بحثی بین آنها درگرفت.

## قهرمانی ۲۰۱۸ جهان
علی هاشمی پس از تغییر اوزان در دستهٔ ۱۰۲ کیلوگرم با رکورد ۱۷۹ یک ضرب، ۲۱۷ دوضرب و مجموع ۳۹۶کیلوگرم توانست نقرهٔ یک ضرب و برنز دو ضرب و طلای مجموع را به دست آورد. رضا بیرالوند در همین وزن طلای دو ضرب و برنز مجموع را کسب کرد.

## مسابقات آسیایی ۲۰۱۵
علی هاشمی در مسابقات آسیایی ۲۰۱۵ موفق به کسب مدال برنز در دسته وزنی ۹۴ کیلوگرم شد.

## دوپینگ
هاشمی در سال ۱۴۰۲ پس از مثبت اعلام شدن ماده ممنوعه «نورآندرسترون» در نمونه خون اخذ شده از وی، به‌ مدت سه سال از فعالیت در تمامی حوزه‌های ورزش محروم شد.

## نتایج
| سال            | مکان                         | وزن            | یک‌ضرب (کیلوگرم) | یک‌ضرب (کیلوگرم) | یک‌ضرب (کیلوگرم) | یک‌ضرب (کیلوگرم) | دوضرب (کیلوگرم) | دوضرب (کیلوگرم) | دوضرب (کیلوگرم) | دوضرب (کیلوگرم) | مجموع          | رتبه           |
| سال            | مکان                         | وزن            | ۱               | ۲               | ۳               | رتبه            | ۱               | ۲               | ۳               | رتبه            | مجموع          | رتبه           |
| بازی‌های المپیک | بازی‌های المپیک               | بازی‌های المپیک | بازی‌های المپیک  | بازی‌های المپیک  | بازی‌های المپیک  | بازی‌های المپیک  | بازی‌های المپیک  | بازی‌های المپیک  | بازی‌های المپیک  | بازی‌های المپیک  | بازی‌های المپیک | بازی‌های المپیک |
| -------------- | ---------------------------- | -------------- | --------------- | --------------- | --------------- | --------------- | --------------- | --------------- | --------------- | --------------- | -------------- | -------------- |
| ۲۰۱۶           | ریو دو ژانیرو، برزیل         | ۹۴ کیلوگرم     | 172             | 173             | ۱۷۳             | ۷               | ۲۱۰             | 220             | 220             | ۷               | ۳۸۳            | ۷              |
| ۲۰۲۱           | توکیو، ژاپن                  | ۱۰۹ کیلوگرم    | ۱۷۷             | ۱۸۱             | ۱۸۴             | ۵               | 226             | 226             | 228             | --              | --             | --             |
| قهرمانی جهان   |                              |                |                 |                 |                 |                 |                 |                 |                 |                 |                |                |
| ۲۰۱۵           | هیوستون، ایالات متحده آمریکا | ۹۴ کیلوگرم     | ۱۶۶             | ۱۷۳             | 175             | ۵               | ۲۰۱             | 207             | ۲۰۷             | ۵               | ۳۸۰            | ۴              |
| ۲۰۱۷           | آناهایم، ایالات متحده آمریکا | ۱۰۵ کیلوگرم    | ۱۷۸             | ۱۸۳             | 186             | 1               | ۲۱۵             | 221             | ۲۲۱             | 3               | ۴۰۴            | 1              |
| ۲۰۱۸           | عشق‌آباد، ترکمنستان           | ۱۰۲ کیلوگرم    | ۱۷۲             | ۱۷۷             | ۱۷۹             | 2               | ۲۱۱             | ۲۱۷             | 221             | 3               | ۳۹۶            | 1              |
| بازی‌های آسیایی |                              |                |                 |                 |                 |                 |                 |                 |                 |                 |                |                |
| ۲۰۱۸           | جاکارتا، اندونزی             | ۱۰۵ کیلوگرم    | ۱۷۷             | ۱۸۱             | ۱۸۴             | ۲               | ۲۱۹             | 224             | 224             | ۴               | ۴۰۳            | 3              |
| قهرمانی آسیا   |                              |                |                 |                 |                 |                 |                 |                 |                 |                 |                |                |
| ۲۰۱۵           | استان پوکت، تایلند           | ۹۴ کیلوگرم     | ۱۶۵             | ۱۶۸             | 174             | 1               | ۲۰۲             | ۲۰۸             | 211             | ۴               | ۳۷۶            | 3              |
| ۲۰۱۶           | تاشکند، ازبکستان             | ۹۴ کیلوگرم     | ۱۶۵             | ۱۷۰             | ۱۷۴             | 1               | ۲۰۰             | 206             | 208             | 2               | ۳۷۴            | 1              |
| ۲۰۱۷           | عشق‌آباد، ترکمنستان           | ۱۰۵ کیلوگرم    | 165             | ۱۷۱             | 177             | ۴               | ۱۹۶             | ۲۰۵             | ۲۱۳             | 3               | ۳۸۴            | 3              |
| ۲۰۱۹           | نینگبو، چین                  | ۱۰۹ کیلوگرم    | ۱۸۰             | 185             | 186             | ۴               | 220             | ۲۲۵             | 231             | 1               | ۴۰۵            | 3              |
| جام فجر        |                              |                |                 |                 |                 |                 |                 |                 |                 |                 |                |                |
| ۲۰۱۶           | تهران، ایران                 | ۹۴ کیلوگرم     | ۱۷۰             | ۱۷۳             | 177             | 2               | ۲۰۱             | ۲۱۲             | 220             | 2               | ۳۸۵            | 2              |
| ۲۰۱۹           | تهران، ایران                 | ۱۰۹ کیلوگرم    | ۱۷۵             | 180             | ۱۸۲             | 1               | ۲۱۵             | ۲۲۲             | 232             | 3               | ۴۰۴            | 1              |